# James Corson
James Hunt Corson (Modesto, Kalifornia, 1906. január 14. – Burlingame, Kalifornia, 1981. november 12.) amerikai olimpikon diszkoszvető, 1972–1973-ban a Willamette Egyetem ideiglenes rektora. Az 1928. évi nyári olimpiai játékokon diszkoszvetésben bronzérmet szerzett.

## Pályafutása
Alapdiplomáját a University of Pacificen szerezte, ahol az amerikaifutball-csapat játékosa is volt. A mesterképzést a Dél-kaliforniai Egyetemen végezte, melynek díszdoktora is. Az amszterdami 1928-as nyári olimpiai játékokon diszkoszvetésben bronzérmet szerzett. George Atkinson, a Willamette Egyetem igazgatótanácsának elnöke kérte fel az ideiglenes rektori pozíció elvállalására. Terminusa végére „újjáélesztette a Willamette szellemét a problémák nyílt, gyakorlatias és észszerű megközelítésével…”; Corson szerint „szénát tett az istállóba”.

## Fordítás
- Ez a szócikk részben vagy egészben  a   James Corson című angol Wikipédia-szócikk ezen változatának fordításán alapul.  Az eredeti cikk szerkesztőit annak laptörténete sorolja fel. Ez a jelzés csupán a megfogalmazás eredetét és a szerzői jogokat jelzi, nem szolgál a cikkben szereplő információk forrásmegjelöléseként.